# 홍금보의 보디가드
《홍금보의 보디가드》(중국어: 我的特工爷爷)는 2016년에 개봉하는 중국의 액션, 드라마, 범죄 영화이다.

## 줄거리
중국과 러시아 접경지역의 한 마을. 퇴직한 중앙경찰국 요원(홍금보), 외롭게 살아가던 그에게 아버지와 단둘이 생활하는 옆집 소녀 춘화는 어릴 적 잃어버린 손녀를 떠올리게 한다. 손녀 또래인 춘화가 그의 집을 드나들면서 두 사람의 사이는 나날이 가까워진다. 춘화의 아버지는 마피아 조직으로부터 사주를 받고 빚을 탕감할 요량으로 모종의 거래를 하면서 그의 딸 춘화는 위험에 빠진다. 러시아 암흑가의 세력다툼에 휩싸이게 된 그들의 운명은.

## 출연진
- 홍금보
- 유덕화
- 주위천
- 이근근
- 풍가이
- 후준
- 풍소봉
- 펑위옌